# Logis de la Maçonnière
Le Logis de la Maçonnière est une demeure située à Saint-Christophe-en-Champagne, dans le département français de la Sarthe.

## Historique
Le logis date du XVIIe siècle, il a été agrandi et aménagé au cours du XVIIIe siècle. L'édifice est inscrit au titre des monuments historiques le 19 septembre 1988.